# Arlington (Karolina Północna)
Arlington – miasto w Stanach Zjednoczonych, w stanie Karolina Północna, w hrabstwie Yadkin.